# Боброві
Боброві (Castoridae) — родина гризунів з групи немишовидих (Rodentia non-Muroidea), що об'єднує відносно великих тварин з виразними пристосуваннями до водного способу життя. Відома велика кількість вимерлих видів бобрів, у сучасній фауні родина представлена двома видами.

## Характеристика
Боброві — середнього розміру ссавці, а в порівнянні з більшістю гризунів — великі тварини. Вони є напівводними, з тілом обтічної форми та перетинчастими задніми лапами. Їхні хвости — плоскі і лускаті, пристосовані для маневрування у воді.
Живуть у невеликих сімейних групах, кожна з яких займає певну територію. Центром сімейної групи є центральна «садиба» (хатка або нора) та гребля, побудована з палиць і мулу.
Травоїдні тварини, що харчуються листям і травою в літній час та деревними рослинами (наприклад, вербою) взимку. Бобри мають потужні різці та типову для немишовидних гризунів зубну формулу:
| Зубна формула |
| ------------- |
| 1.0.1-2.3     |
| 1.0.1.3       |

## Родинні групи
Боброві входять до підряду бобровиді CASTORIMORPHA Wood, 1955 разом з двома іншими родинами:
- родина Боброві — Castoridae
- родина Гетеромісові — Heteromyidae
- родина Гоферові — Geomyidae

## Підродини та роди
Родина бобрових — Castoridae
- - †Migmacastor

### підродина †Agnotocastorinae(парафілетичний)
- триба †Agnotocastorini
  - †Agnotocastor
  - †Neatocastor
- триба †Anchitheriomyini
  - †Anchitheriomys
  - †Propalaeocastor
  - †Oligotheriomys

### підродина †Palaeocastorinae
- - †Palaeocastor
  - †Capacikala
  - †Pseudopalaeocastor
- триба †Euhapsini
  - †Euhapsis
  - †Fossorcastor

### підродина †Castoroidinae
- - †Priusaulax (вкл. до Castoroidinae суперечливе)
- триба †Nothodipoidini
  - †Eucastor
  - †Microdipoides
  - †Nothodipoides
- триба †Castoroidini (парафілетичний)
  - †Monosaulax
  - †Prodipoides
  - †Dipoides
  - †Castoroides
  - †Procastoroides
- триба †Trogontheriini
  - †Trogontherium
  - †Boreofiber
  - †Euroxenomys
  - †Youngofiber
  - †Asiacastor

### підродинаCastorinae
- - †Chalicomys (також некоректно як «Palaeomys»)
  - †Steneofiber
  - †Zamolxifiber
  - †Romanofiber
  - †Schreuderia
  - †Sinocastor
  - †Hystricops
  - рід Бобер (Castor) (вкл. Castor canadensis, Castor fiber, † Castor californicus)